# ORANGE (能田達規の漫画)
『ORANGE』（オレンジ）は、能田達規によるサッカー漫画。『週刊少年チャンピオン』（秋田書店）にて、2001年48号から2004年6号まで連載された。単行本は全13巻が秋田書店から刊行されている。

## 概要
スペイン帰りの少年・若松ムサシが、女子高生オーナーが切り盛りする2部リーグの弱小サッカークラブ「南予オレンジ」を牽引して1部リーグへの昇格を目指す作品であり、サポーターからの視点が頻繁に描かれているのがこのサッカー漫画の特徴である。作者の能田は愛媛県松山出身であるが、執筆前にはJリーグに四国のクラブが存在しなかった（連載終了後に愛媛FC、徳島ヴォルティス、カマタマーレ讃岐、FC今治、高知ユナイテッドSCがJリーグ入会した）ことから、せめて漫画だけでもという気持ちでこの作品を執筆した。
また、作者の能田は作品に登場するサッカークラブ「南予オレンジ」のモデルの一つとして連載当時に経営危機問題の渦中にあったヴァンフォーレ甲府の名を挙げており、「仮に故郷である愛媛にJリーグのクラブが創設されたら甲府のような状況に陥るのではないか(実際2015年シーズン前に愛媛FCの過去2年間の粉飾決算が発覚、問題となった)」との前提の下で作品を描いたという。
試合に対する描写は本格的であり、攻撃、守備双方において見せ場を作っている。また、ストーリーにおいても、経営問題、サポーターの減少、主力選手の怪我、使えない外国人選手、日本代表招集問題（本作ではオリンピック代表）など、現実のサッカークラブが抱える様々な問題を採り上げた展開が繰り広げられる。
またJ2クラブのサポーターからは、弱小と言うだけでクラブの地元住民や行政から白眼視されるなか、誇りを持って歩むクラブとサポーターの姿への感情移入が大きく、熱心な読者を得ただけでなく、一部のサッカー雑誌やオフィシャル誌に作品が紹介され、本格的、かつ考えさせられる内容と評されたり、一部のスタジアムのショップで販売されるなどもした。また、この作品の連載中に当時地域リーグであった愛媛FCの関係者がこの作品を知り、後に能田に対し協力を要請したことが縁で愛媛FCのマスコットキャラクターや似顔絵などを担当することになった。また、Jリーグ情報サイト「J's GOAL」掲載の「J2日記」をまとめた『J2白書』（東邦出版）のイラストを担当するなど、彼がJリーグと関わりを持つきっかけを作った作品にもなっている。
2014年に能田の長編「オーレ!」の新装版が発売されたが、同年行われたブラジルW杯を舞台に能田のサッカー漫画の登場選手達が日本代表メンバーとなって熱戦を繰り広げていく描き下ろしスピンオフ作品「オーレ! ～サムライブルーの奇跡～」が収録されており、「ORANGE」の選手達も登場している。

## Fリーグについて
設定は連載当時の近未来（2007年）で、この作品に登場するFリーグは現行のJリーグとはシステムが異なり、1年間で全日程、ホーム&アウェイの総当たり戦となり、F2の場合、勝ち点上位2クラブが昇格となっている。クラブはF1に16、F2に16チームずつ存在し、主役の南予オレンジ（愛媛県）はF2に当たる。
リーグ戦は9月開幕、5月閉幕というヨーロッパと同様の開催形態を取っており、そのため真冬の雪の降る中での試合も珍しくない。また12月には現実の天皇杯に相当する「お正月杯」が開かれる。なお現実のナビスコ杯に相当するリーグカップが存在するかどうかは不明（少なくとも作中には登場しない）。

## 主なFリーグクラブ
南予オレンジ
愛媛県南予市（架空の地名。モデルは八幡浜市）にホームを置く主役クラブ。本拠地の南予市は北隣の松島市と南隣の宇和山市に挟まれた位置にある。1970年に四国サッカー界にその人在りと謳われた盆野太郎により南予ボンバーズFCとして創部。その後Fリーグ誕生に合わせてプロ化し、南予オレンジとチーム名を変える。万年最下位のお荷物クラブだったが、ムサシらの加入で大活躍を遂げる。ムサシの加入前の状況はかなり厳しく、F1に昇格するという奇跡が起こらない限り、シーズン終了後に消滅になるという状況だった。本拠スタジアムは南予市立ボンボンスタジアム。マスコットキャラはボン太くん。
さいたまレオーネ
FWソン・ヤンクン、MF西条、DF八神などタレントを揃えるが、それを統率する三木造山のレンタル移籍でF2に降格していた。三木はコジローのライバルでもある。
幕張イーリス
オーナー白鳥英輝の元、豊富な資金力に物を言わせて強化されたクラブ。創設からわずか4年で史上最強のF2クラブと言われるまでに成長した。ドイツの新鋭、シュミットなどを擁し、最後まで昇格争いをする。
東京シュバルツ
アジア最強といわれるF1のサッカークラブ。オレンジも対戦したが、全く歯が立たなかった。
アヴァランチ仙台
毎年惜しいところまで行きながら昇格を逃し続けている東北の雄。「アヴァランチ」は雪崩の意だが、サポーターはあばら骨の応援グッズを作成している。
F2には上記以外に青森マンザーノ、岩手アウローラ、山形ガーベ、新潟アローズ、松本ウォルナッツ、京都ミュートス、奈良モノリス、岡山サンブロス、出雲ミストラル、下関パイレーツ、バルカン宮崎、長崎テンボスが所属している。
チーム名称はセガのゲーム『Jリーグプロサッカークラブをつくろう!』（通称「サカつく」）から取っている。その縁でセガは「Jリーグ プロサッカークラブをつくろう!'04」に、ムサシらマンガの主要キャラクターたちを選手として登場させているほか、ホームタウンとして愛媛県を選ぶと、南予オレンジの親会社である「BOM飲料」がメインスポンサー候補として登場するといった仕掛けも用意されている。
能田の短編集「サッカーの憂鬱　裏方イレブン」（漫画サンデー掲載作を収録したもの）では、作中に青森、京都、奈良、出雲、下関が登場している（「ORANGE」の登場人物は出ておらず、また奈良のチーム名は「モーリス」となっている）。

## 主な登場人物

### 南予オレンジ
若松ムサシ（わかまつ ムサシ）
主人公で、スペイン帰りの天才ストライカー。背番号は9。スペイン時代にはリーガ・エスパニョーラの名門、アトレティコ・アラゴン（架空クラブ、モデルはレアル・サラゴサか）とのプロ契約が内定していたにも関わらず、幼少時の先代オーナーとの約束を果たすためオレンジに入団。それほど身体的に恵まれているわけではないが超人的なボディバランスに加え、抜群の得点嗅覚と正確なシュートコントロールを持つ。
入団後はオレンジはもちろんのこと、北京五輪出場を目指すサッカー五輪代表のFWとしても活躍。オレンジF1昇格の立役者となるが、北京五輪・サッカー競技の3位決定戦（対アルゼンチン）において足を複雑骨折、翌シーズンの大半を棒に振る。エースストライカーを失ったオレンジもF2降格圏内に低迷するが、最後の最後に復活を果たす。
先述の「オーレ!～サムライブルーの奇跡～」では大会直前のケガで代表メンバーに入れず、1部復帰(南予オレンジは2部に降格しているという設定である)と次回W杯での優勝を誓う。
青島小次郎（あおしま こじろう）
元U-20日本代表。背番号は10。ポジションはMFで、チームの司令塔。華麗な個人技に精密なパスワークを武器とし、ムサシとは抜群のコンビネーションを誇る。
F1の名門・東京シュバルツに在籍していたが、シュバルツがオランダ代表MFクラステンを獲得したため、同じポジションの小次郎はチーム構想上控えに回されることになったことに反発。そんな中、怪我で道後温泉にリハビリを兼ねた休養に来たところでムサシと出会い、シュバルツとの揉め事に加えムサシの才能に惚れ込んだことから、契約金500万円という破格の安値でオレンジに移籍した（移籍阻止のためシュバルツが他チームに「青島は怪我で使い物にならない」との偽情報を流したため、他に行き場が無かったことも背景にある）。
「オーレ!～サムライブルーの奇跡～」では代表に選ばれ、チームの中心として活躍する。
盆野美果（ぼんの みか）
南予オレンジのオーナー兼社長。両親を早くに亡くしており、オレンジのオーナー企業・ボム飲料の創業者である祖父・太郎の死で急遽社長を継ぐことになる。その後社長業に専念するため高校を休学。かなりの泣き虫だが、いざというときの行動力、判断力は見事なもので、サポーターからの信頼も厚い。ムサシからはミカンと呼ばれており、ムサシが南予オレンジに入団したきっかけの1つは彼女に対する恋心からである。
「オーレ!～サムライブルーの奇跡～」ではチームのゼネラルマネージャーになっている。
越智継夫（おち つぐお）
オレンジの監督。長年、南予高校サッカー部の監督を務めてきたが、その当時からS級ライセンスを取得していた理論派。美果のオファーに対し、「1年契約のみで後任にはプロフェッショナルな監督を連れて来る」事を条件としてオレンジの監督に就任する。F1昇格後にミゲルが監督に就任するとコーチとしてチームに残留した。
ジョルジュ・サントス
南予オレンジに12年在籍しているベテランDF。背番号は4。チームのキャプテンを務めるオレンジの闘将。ブラジル出身で劇中の数年前に日本に帰化している。チームの精神的柱で信頼が厚い。
片岡悟（かたおか さとし）
ジュニアユースからオレンジに所属しており、現役高校生でユースチーム所属ながらプロ契約したクラブ生え抜きの期待の星。背番号は13。父親はかつてオレンジの中心選手として活躍した片岡茂。ポジションはMFでボランチを担う。
小林進一（こばやし しんいち）
南予高校サッカー部出身のFWで越智監督の教え子。背番号は11。地元中学で教師をしていたが一念発起してオレンジにテスト入団し、ムサシと共にツートップを担う。比較的大柄でヘディングやポストプレイを得意とする。
三島裕二（みしま ゆうじ）
オレンジのGKで、身長169cmと小柄ながら優れた動体視力と瞬発力を持つ。背番号は16。酒井とは同じ大学のサッカー部に所属していたが一緒に中退し、南予にテスト入団した。一発勝負のPKを見事に止め、以来正GKの椅子を奪う。普段は無愛想でクールだが内に熱い闘志を秘めた頭脳派。身長を少しでも高く見せるために髪を箒のように逆立てている。
「オーレ!～サムライブルーの奇跡～」ではグループリーグのコロンビア戦での途中出場から正キーパーとして活躍する。オレンジが2部降格した時に横浜マリーンズに移籍している。
下柳京四郎（しもやなぎ きょうしろう）
オレンジのMFで左サイド担当。背番号は7。華麗な個人技に老獪なトリックプレイが身上で通称サイドラインの魔術師。かつては京都ミュートスに所属し日本代表候補に選ばれた経験もある。しかし、怪我が元でプレイに精彩を欠くようになり、ミュートスから戦力外通告を受け、テストを経てオレンジに入団した。オレンジでも当初は怪我を恐れるあまり消極的なプレイが目立ったが、古巣のミュートスとの対戦を機に復活を果たす。得点後のフラミンゴポーズはお約束。
ホーマー・ウォーターマン
アメリカ人。 MLSのロス・アンドロメダ（架空クラブ、モデルはロサンゼルス・ギャラクシー）から連れてきた助っ人で、ポジションはMF。背番号は18。根っからのアニメオタクで、始めは戦術をまるで理解しようとしなかった。フィジカルもたいしたことがないが、もともと得意だったミドルシュートと右サイドから送り込む正確なクロスボールが武器。
ゴンザレス
オレンジのDF。背番号は2。アフリカ中西部ガルニア共和国（サカつく04登場時の国籍はナイジェリア）出身の黒人選手。前所属の下関パイレーツでは外国人枠の関係で出場機会に恵まれず南予に移籍してきた。チーム一の巨体でセットプレーなどでは前線に上がり攻撃参加する四国の大砲。
田村秀夫（たむら ひでお）
オレンジのベテランGK。背番号は1。長年ゴールマウスを守ってきたオレンジの守護神だが、三島が台頭してからは控えに回ることが多くなり、その不満から監督の越智に直談判しようとしていたが残留組の北条達が不満をぶちまけていた際には、彼らを一喝し自身の不満を押し殺して諫めている。三島が退場したさいたま戦では好セーブを連発し、健在ぶりをアピールした。
北条実（ほうじょう みのる）
オレンジのDF。背番号は3。前年度から引き続きチームに残留している選手の一人。初期からスタメンで出場しているが見せ場は少ない。
中島和幸（なかじま かずゆき）
オレンジのDF。背番号は5。残留組の一人。地元出身で実家はみかん山を複数所有しているお金持ち。
丸井友一（まるい ゆういち）
オレンジのMF。背番号は6。通称アフロ。下関パイレーツを自由契約になったため、南予のテストを受け入団する。
広沢はじめ（ひろさわ はじめ）
オレンジのMF。背番号は14。残留組の一人。ボランチや左サイドなど様々なポジションでプレーする。
酒井栄一（さかい えいいち）
オレンジのDF。背番号は15。大学サッカー出身だが中退してオレンジに入団する。オレンジDF陣ナンバーワンのスピードを誇る。サイドバックやボランチもこなすポリバレントな選手。
仙波（せんば）
オレンジの控え選手。背番号は17。たらこ唇が印象的。作中で再三に亘って言われる「オレンジは控えが弱い」を体現する選手の一人で、ピッチに立つ姿は仙台戦の終了間際に1コマ出ただけだった。最終話付近では、ついに試合に出ている姿が描かれなかった山崎（やまざき）とともに戦力外の通告を受けたような姿が描かれている。
ミゲル
スペイン人。ムサシがバレンシアのナーラハンCFのジュニアチームに所属していた頃のコーチ。ムサシのサッカー人生に大きな影響を与えた恩師である。その後スペインの2部リーグの監督を務めていたがフロントとの方針の違いから好成績ながら解任されていた。F1リーグ昇格時に越智監督の後任としてオレンジの監督に就任。オレンジでは薄い選手層ながら何とかやりくりしているもののF1残留争いに巻き込まれ苦戦中。

### さいたまレオーネ
三木造山（みき ぞうざん）
日本代表にも名を連ねるさいたまレオーネの司令塔。ポジションはMFで統率力に長ける。コジローとは同い年で代表の座を争ったライバル。トレードマークはスキンヘッド。モデルは小野伸二と西遊記の三蔵法師。名前の由来は某ミュージシャン。
ソン・ヤンクン
「必殺のフォワード」の異名を持つさいたまの点取り屋。トリッキーなドリブルと一瞬の切り返しで相手を翻弄する小柄なFW。ムサシとは同い年でF2得点王争いを繰り広げるライバルでもある。兄のユンファはF1リーグの強豪、東京シュバルツのレギュラーとしてプレーしており、彼にとっては大きな目標である。モデルは西遊記の孫悟空。「サカつく04」登場時の国籍データは韓国。

### 幕張イーリス
白鳥英輝（しらとり ひでき）
日本レインボー証券社長で幕張イーリスのオーナー。父のゲーリー・ウェルコックはイギリスの有数な資産家で、プレミアリーグの名門チームのオーナー。金に飽かせて選手を寄せ集め、泥臭いやり方のオレンジを否定する。ただしサッカーに対する情熱と愛は本物である。
ガルマン・フラーケン
イーリスのGK。元ドイツ代表。世界最高のGKとの呼び声も高く、その身体能力と反射神経で圧倒的な存在感を放つ。
「オーレ!～サムライブルーの奇跡～」ではドイツ代表に復帰し、決勝戦でゴールを守っている。
ミュハエル・シュミット
イーリスのFW。ドイツユース代表。わずか18歳にしてブンデスリーガで10得点を上げるなど、世界が注目する若手の一人。幼少の頃に試合で対戦したムサシに対しては因縁があり、激しいライバル心を燃やす。メンタル面にやや難がある様子。
「オーレ!～サムライブルーの奇跡～」ではガルマンと同じくドイツ代表メンバーで決勝戦に登場している。ブンデスリーガの得点王になっている。
ラゼビッチ
イーリスのDF。ユーゴスラビア代表で、イーリスのキャプテンも務める。ガルマンとはドイツリーグでチームメイトだった。
ゲルハルト・ファーガン
イーリスの監督。元イングランド代表監督でシーズン途中からイーリスの監督に就任する。選手起用に口を出す白鳥に直言しその信頼を得た。

### アヴァランチ仙台
福谷秀樹（ふくや ひでき）
アヴァランチのMF。幾多の修羅場を経験したベテラン。闘志溢れるプレースタイルからアヴァランチの闘将と呼ばれる。
アリオス
アヴァランチのFW。昇格への切り札として3年前に仙台に入団。F２で2度得点王に輝く点取り屋。
モヒカンライン
アヴァランチの誇る白石、オシカ、岩沼、角田の4人のDF。全員が髪型をモヒカン刈りにしている。ちなみに控えDFの広瀬はソフトモヒカン。なお5人とも宮城県に実在する地名が由来である。
丸溝強（まるみぞ つよし）
アヴァランチの球団社長。役所からチームに出向している。激務がたたり昇格争いの土壇場で体調を崩し入院する。
稲崎慎一（いなさき しんいち）
アヴァランチの監督。

### 奈良モノリス
古賀太（こが ふとし）
モノリスのMF。前年まではオレンジの主力として活躍していた。オレンジ時代はジュニアユースのころから片岡に目をかけており、高校生からトップで出場していることは若い芽をつぶす行為だと考えている。
内村靖（うちむら やすし）
モノリスのFW。前年まではオレンジの主力として活躍していた。
石塚良人（いしずか よしひと）
モノリスの監督。

### その他
小西真理子（こにし まりこ）
フリーライター兼記者。ムサシのスペイン時代の2歳年上の幼馴染みで姉のような存在。最初はムサシがオレンジでプレーする事に猛反対していたがムサシの決意の強さに折れ、オレンジのよき理解者となる。後にオレンジの監督に就任したミゲルの通訳となる。
松狸定知（まつだぬき さだとも）
南予市市長で、大のサッカー嫌い。何度も権力でオレンジを妨害する。オレンジのクラブ運営費の半分は南予市が出しており、生殺与奪の権を握る立場。
山本茂（やまもと しげる）
南予オレンジのサポーター集団「オレン人」の会長。
田沼凡吉（たぬま ぼんきち）
シーズン途中にスポンサーに就任した四国ポンポコ旅行社の社長。自社所有の豪華なバスを選手バスとして貸与したり、サポーターのバスツアーを企画したりとチームを側面から強力にバックアップする。後にオレンジの代表取締役に就任する。
坂台好男（さかだい よしお）
フリーライターの男性。業界内での評判は悪い。彼の書いたムサシの代表招集拒否問題が大きな騒動に発展する。
大河原秀夫（おおがわら ひでお）
サッカー協会の会長。チーム運営の脆弱な南予に対し厳しい姿勢で対する。

## がんばれ! ボン太くん
単行本の巻末に掲載されている4コマ漫画。主人公はボン太くんで、ボン太くんが南予オレンジのマスコットキャラクターとして活躍する様子を描く。
この漫画ではボン太くんは「頭部がみかんでできている」キャラクターとして描かれている。そのためアンパンマンのように頭部を他の人間に食べさせることも可能。ただ本編と異なりブラックなギャグが多いため、BOMジュースの売れ行き好調で原材料のみかんが不足した際には美果の指示で頭部をジュースの原料に使われてしまったり、頭部が伝染病に感染して斑模様となり子どもたちに気持ち悪がられたりと、散々な目に遭うことが多い。

## 愛媛FCとの縁
2006年よりJリーグディビジョン2（J2）に加盟した愛媛FCと、『ORANGE』の作者の能田達規は、この漫画をきっかけにして交流が始まった。愛媛FCのマスコット「オレンジェイ（現：オ〜レくん）」が能田によってデザインされており（『ORANGE』作中の南予オレンジのマスコット「ぼん太くん」とは、表情が異なるが頭部がオレンジなどの特徴は同一）、青と白をクラブカラーにしていた愛媛FCが、2005年より南予オレンジと同じオレンジ色のクラブカラーに変更するなど、愛媛FCと南予オレンジが重なるような関係を見せている。

## 書誌情報
- 能田達規 『ORANGE』秋田書店〈少年チャンピオン・コミックス〉、全13巻

1. 第1巻 2002年1月発売 ISBN 978-4253201711
2. 第2巻 2002年3月28日発売 ISBN 978-4253201728
3. 第3巻 2002年5月16日発売 ISBN 978-4253201735
4. 第4巻 2002年7月11日発売 ISBN 978-4253201742
5. 第5巻 2002年10月10日発売 ISBN 978-4253201759
6. 第6巻 2002年12月5日発売 ISBN 978-4253201766
7. 第7巻 2003年2月13日発売 ISBN 978-4253201773
8. 第8巻 2003年4月3日発売 ISBN 978-4253201780
9. 第9巻 2003年6月19日発売 ISBN 978-4253201797
10. 第10巻 2003年8月28日発売 ISBN 978-4253201803
11. 第11巻 2003年11月13日発売 ISBN 978-4253202015
12. 第12巻 2004年1月15日発売 ISBN 978-4253202022
13. 第13巻 2004年2月19日発売 ISBN 978-4253202039